# SDA Express Courier

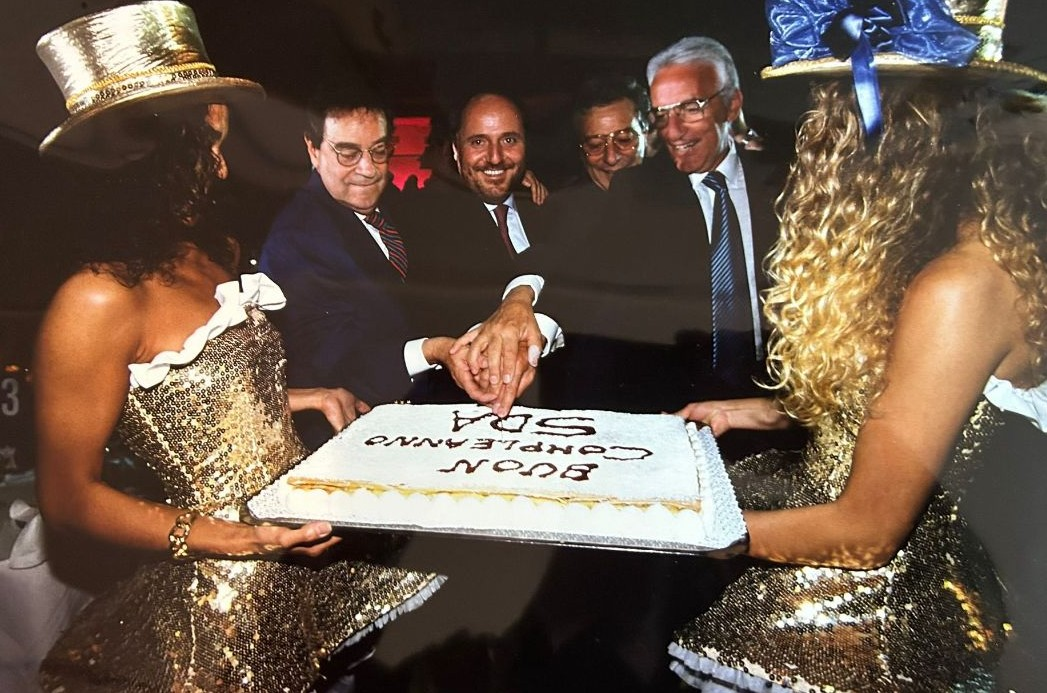
Festa per i 10 anni di SDA. Mauro Cecchetti, Valter Catoni, Giancarlo Cecchetti e Alberto Astolfi

SDA Express Courier S.p.A. (la cui sigla è acronimo di Shipping and Delivery Agency) è un'azienda italiana di proprietà di Poste Italiane,  attiva nel settore del trasporto di merci.

## Storia
Fondata nel 1984 a Roma, da Alberto Astolfi e i fratelli Cecchetti, si è ampliata, grazie anche all'ingresso nel 1986 di Valter Catoni come Amministratore Delegato e socio del gruppo, sino a raggiungere un fatturato di circa 308 miliardi di lire nel 1997. Nel 1998 è stata oggetto dell'acquisizione totale da parte del gruppo Poste Italiane. Questa operazione, che ha riguardato anche l'acquisizione di ulteriori società, è stata oggetto di attenzione da parte dei media nazionali che l'hanno valutata complessivamente, dunque con riferimento all'acquisizione anche di altre società separate, dell'importo di circa 200 o 220 miliardi di lire; sempre nello stesso ambito sono state sollevate perplessità con relative precisazioni.
In base all'obbligo legale di comunicazione preventiva, la stessa operazione di vendita da parte dei vecchi azionisti alla nuova Poste Italiane S.p.A. è stata anche oggetto di esame da parte dell'Autorità Garante della concorrenza e del mercato che ha fornito parere positivo.
Nel 2000 una quota del 20% del capitale sociale della società Bartolini è stata acquisita da Poste Italiane attraverso la sua controllata SDA Express Courier, con conseguente formazione di un consorzio tra le tre aziende per lo smistamento di pacchi sul territorio nazionale. Questo accordo è stato anche oggetto di contestazione da parte delle aziende concorrenti in sede legale, ma si è concluso a favore del consorzio stesso. All'epoca la sinergia rappresentava il 40% del mercato. Nel 2005 Poste Italiane non rinnovò i termini dell'accordo originariamente stipulato e vendette le quote di partecipazione in Bartolini.

## Operatività

Vecchio logo SDA prima che entrasse a far parte del gruppo Poste Italiane

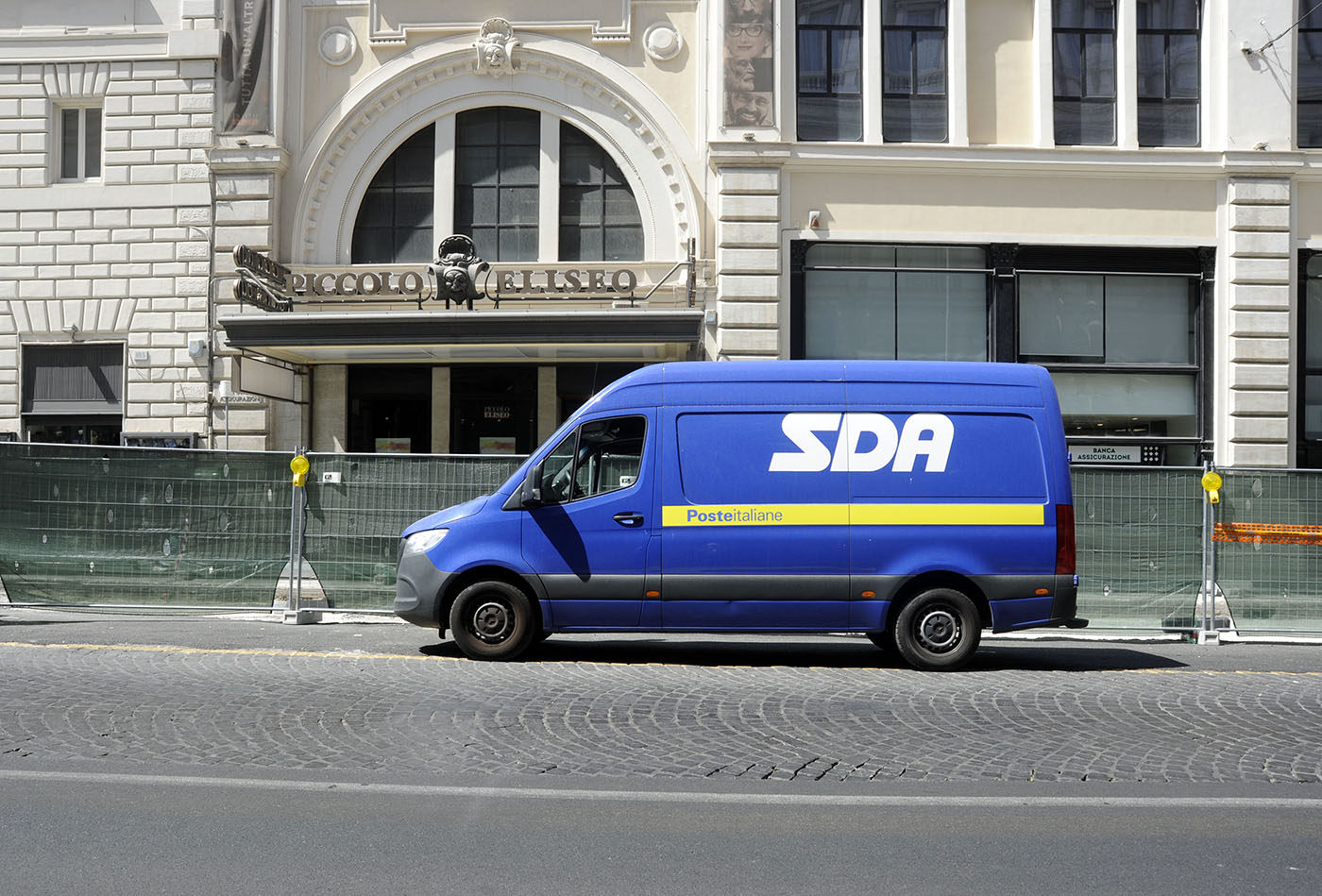
Furgone SDA a Roma nel 2021

Per le Poste Italiane svolge anche il servizio di distribuzione dei pacchi postali. Tra le poche società di trasporto espresso operanti in Italia anche di proprietà nazionale, per le spedizioni in campo internazionale si allaccia alla rete di altri corrieri internazionali espresso, tra cui Eurodis.
Si tratta di una delle maggiori aziende italiane del settore che, secondo le statistiche diffuse dalla confederazione del settore (CONFETRA), nel 2007 si piazzava al 10º posto generale (al 3º prendendo in considerazione specificamente i corrieri espressi) con un fatturato totale di 413,722 milioni di euro, un utile ante imposte di 6,207 milioni e 1.232 dipendenti. Nel 2008 si piazzava al 12º posto generale (al 4º tra i corrieri espressi), con un fatturato totale di 425,465 milioni, un utile ante imposte di 2,807 milioni e 1.271 dipendenti e l'anno successivo, rispettivamente al 9º (4º) posto, fatturato di 392,129 milioni, perdita ante imposte di 24,963 milioni e 1.254 dipendenti.
I dati diffusi dalla stessa confederazione e relativi all'anno 2010 indicano la 13ª posizione assoluta (la 4ª nel settore corrieri espressi) con fatturato di 406,768 milioni, perdita ante imposte di 42,675 milioni e 1.341 dipendenti. Sempre la stessa classifica, relativa al 2016 vede SDA al 10º posto con 548,485 milioni, perdita ante imposte di 37,196 milioni e 1.452 dipendenti.
Dalla relazione finanziaria annuale del gruppo Poste Italiane nel complesso la gestione dell'esercizio 2014 di SDA Express Courier S.p.A. ha un fatturato di 511 milioni di euro, mentre il risultato operativo è in negativo per 21 milioni di euro. Nell'esercizio 2019 i risultati sono stati di un fatturato di 683 milioni di euro e perdite per 32 milioni.